# Holzwinkel (Augsburger Land)

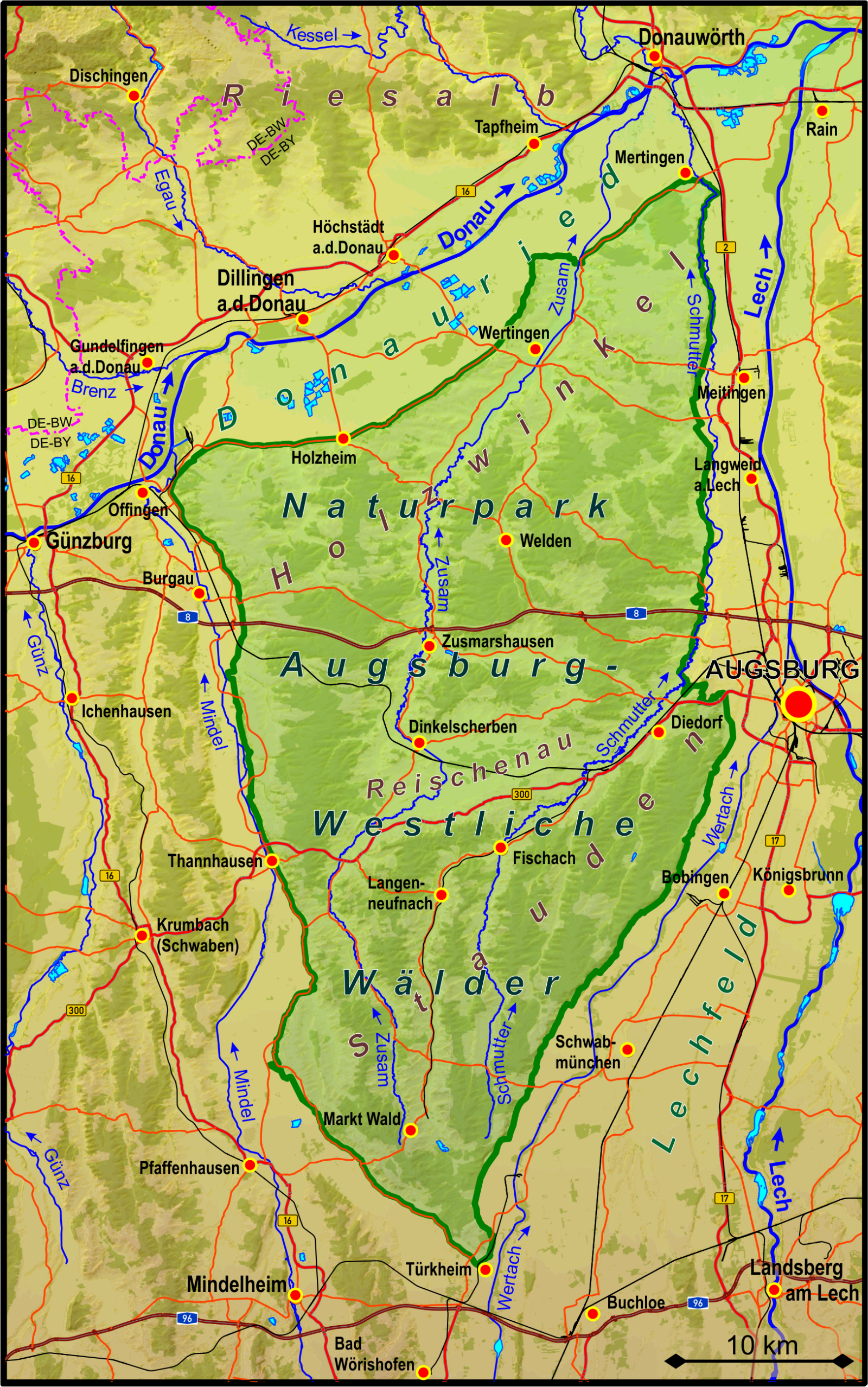
Lage und Topografie des Naturparks Augsburg – Westliche Wälder, darin ist der Holzwinkel gekennzeichnet

Der Holzwinkel im Augsburger Land ist eine Landschaft im nördlichen Teil des Naturparks Augsburg – Westliche Wälder.

## Geografie
Es handelt sich um ein von der Eiszeit sanft modelliertes Hügelland mit hohem Waldanteil. Die Wälder finden sich meist auf den Höhenzügen, während die von kleinen Gewässern durchzogenen, schmalen, bewirtschafteten Täler selten größere Baumbestände aufweisen. Die höchste Erhebung ist (577,2 m ü. NHN) der Buchberg. Der Holzwinkel hat eine Ausdehnung von zirka 63 km².

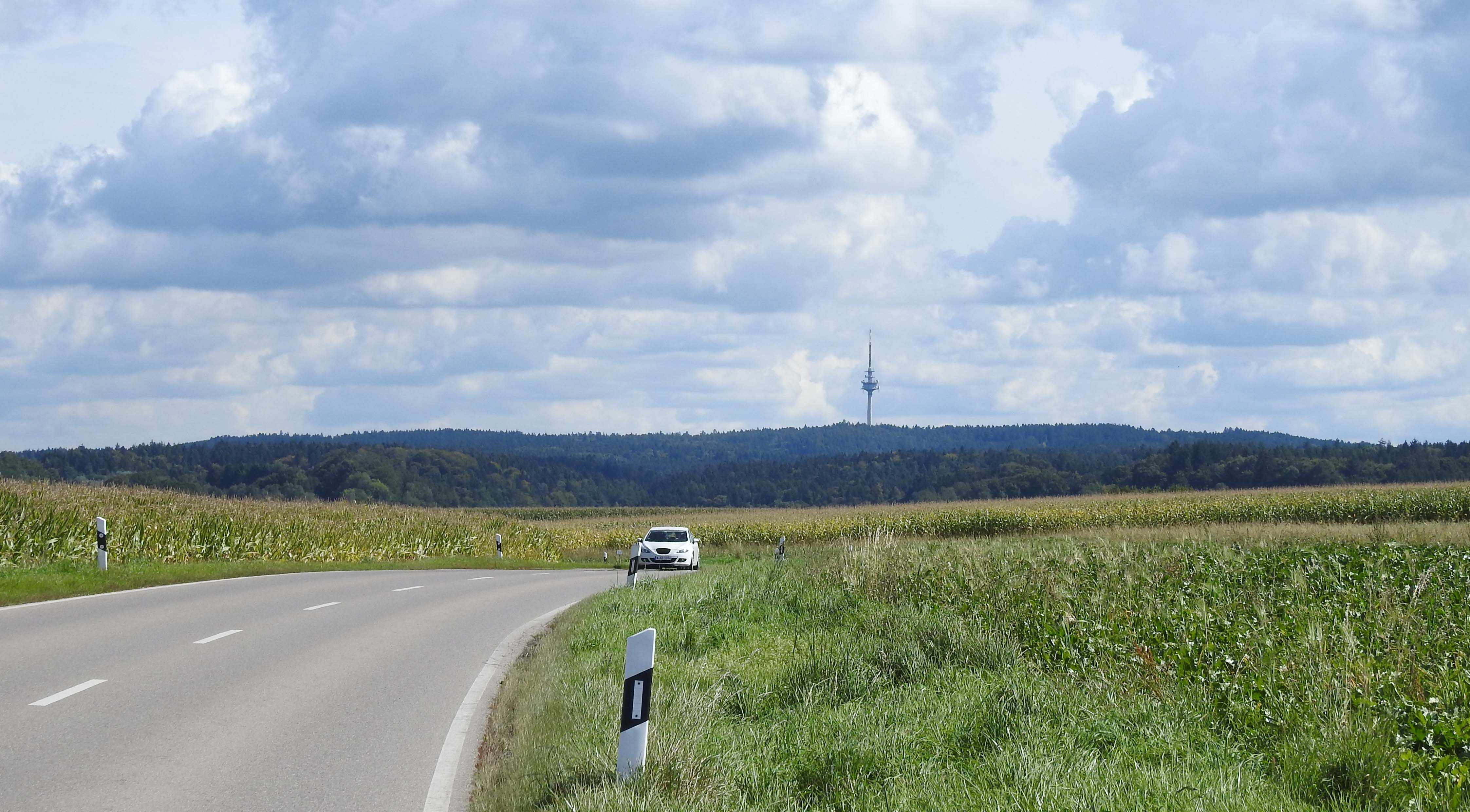
Blick zum Staufersberg (576 m) im Holzwinkel

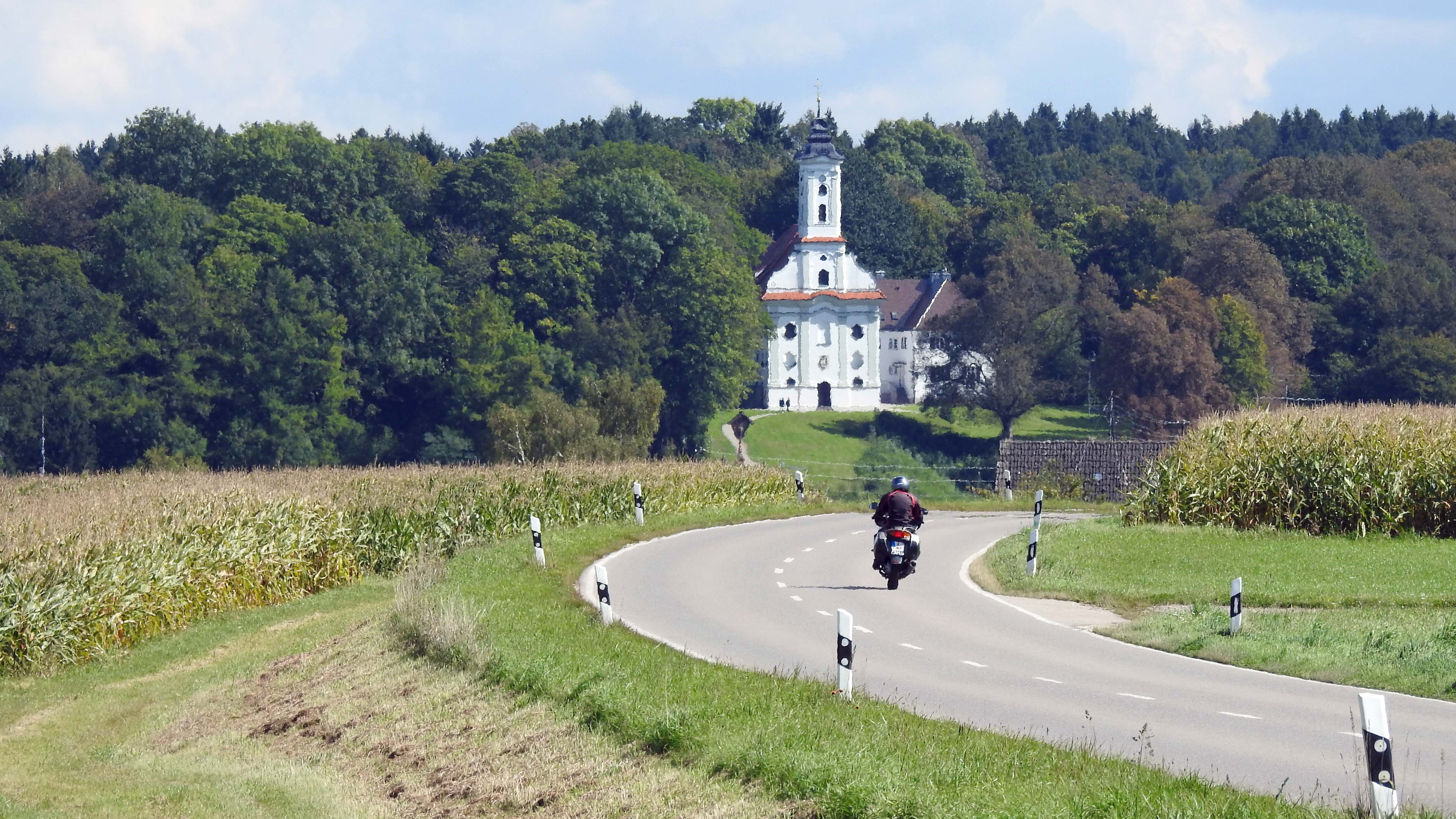
Im Holzwinkel – die Theklakirche bei Welden

### Lage
Begrenzt wird der Holzwinkel durch das Zusamtal im Westen, das Schmuttertal im Osten und den Streitheimer Forst im Süden. Nördlich grenzt das Gebiet an den Landkreis Dillingen. Südlich schließt sich die Reischenau an.

### Gewässer
Im Holzwinkel entspringen zwei Gewässer dritter Ordnung, dies sind die Laugna und der Biberbach.

### Orte
Gemeinden, die im Holzwinkel liegen, sind Adelsried, Bonstetten, Emersacker, Heretsried und Welden. Orte wie Altenmünster, Violau, Affaltern und Lützelburg (Gablingen) werden heute nicht als dem Holzwinkel zugehörig, sondern als Ausläufer angesehen.

## Wirtschaft und Infrastruktur

### Wirtschaft und Forstwirtschaft
Die Forstwirtschaft hat in der Region eine lange, Jahrhunderte zurückliegende Tradition, daher auch der Name Holzwinkel. Der Waldanteil im Holzwinkel belief sich am 1. Januar 2010 auf 3.389,43 ha, das sind 53,44 % der Gesamtfläche. Große Waldbesitzer im Holzwinkel sind die Fuggerschen Stiftungen und die Bayerischen Staatsforsten. Neben der Forstwirtschaft spielen Handwerk und Handel in der Wirtschaft eine große Rolle.

### Landwirtschaft
Die Anzahl der landwirtschaftlichen Hofstellen und Landwirte im Holzwinkel ist stark rückläufig. Auf den landwirtschaftlichen Nutzflächen werden heute statt Lebensmitteln (Getreide und Gemüse) zunehmend Pflanzen für die Energiewirtschaft (Mais, Raps, auch Elefantengras) angebaut. In Heretsried befinden sich auf ehemaligen Agrar-Anbauflächen zwei ausgedehnte Photovoltaikanlagen. Doch zumindest die private Tierhaltung, besonders die von Pferden, erfreut sich in allen Gemeinden ungebrochener Beliebtheit.

### Verkehr
Für den Autoverkehr erschlossen wird der Holzwinkel durch die Autobahn A 8 München-Stuttgart – Ausfahrt Adelsried – und die Staatsstraßen 2032, 2034, 2036.
Bis zur Stilllegung der Weldenbahn im Jahr 1986 hatte der Holzwinkel auch eine eigene Bahnverbindung nach Augsburg. Heute führt der Landrat-Dr.-Frey-Radweg auf dem ehemaligen Bahndamm durch den Holzwinkel und weiter nach Osten in die Lechebene (Neusäß), gen Norden über die Grenze des Landkreises hinaus Richtung Wertingen.

## Geschichte und Kultur
Das heute noch dicht bewaldete Gebiet hat eine lange Siedlungsgeschichte, die bis in die Zeit der Kelten und Römer zurückreicht. Aus dieser frühen Periode sind aber nur noch Erdaufschüttungen erhalten (Keltenschanzen bei Reutern, Monburg, Emersacker, Keltengräber in Emersacker, Schneeburg bei Welden). Die heutigen Ortschaften entstanden durch Roden des Waldes ab Beginn des zweiten Jahrtausends – so verweisen die Namen mancher Orte noch heute auf deren Ursprung durch Rodung: Adelsried, Heretsried, Reutern. Zu Beginn der Neuzeit war der Holzwinkel ein wichtiger Lieferant von Energie (Holzkohle) und in Heimarbeit hergestellter Textilwaren für die Freie Reichsstadt Augsburg. Im Zuge des Dreißigjährigen Krieges ging die Bevölkerung sowohl durch direkte Kriegseinwirkung wie durch damit verbundene Ernteausfälle, Hunger und Seuchen stark zurück. Vom Aufschwung des darauf folgenden Rokoko zeugen heute noch zahlreiche bedeutende sakrale und weltliche Neubauten und Innenausstattungen, die bedeutendsten sind in Welden die Theklakirche und das Deckenfresko in der Pfarrkirche. In den Lebenserinnerungen Ludwig Ganghofers, der seine frühe Kindheit und Jugend in Welden verbrachte, finden sich prägnante Schilderungen des Lebens im Holzwinkel zu Zeiten vor dem Zweiten Kaiserreich. Vom Ersten Weltkrieg zeugen die zahlreichen Kriegerdenkmäler im Holzwinkel. Auch die Nazi-Diktatur und im Gefolge des Zweiten Weltkriegs hinterließen manche, wenn auch verborgenere Spuren, so z. B. das versteckte KZ-Außenlager Horgau oder die gesprengten Bunkeranlagen der alten Munitionsfabrik westlich von Emersacker. Nach 1945 kam es zu einem sprunghaften Bevölkerungszuwachs durch zahlreiche Heimatvertriebenen, die ihr Brauchtum (Böhmische Blasmusik) in den Holzwinkel mitbrachten. In Folge des starken Zuzugs nahm ab den 1950er und 60er Jahren die Ausweisung neuer Wohnbaugebiete und die Bebauung der Ortsränder zu. Heute entfaltet sich im Holzwinkel nach wie vor eine starke Wohn- und auch Gewerbe-Bautätigkeit. Zahlreiche Pendler, die sowohl die Nähe zu den urbanen Zentren wie die schöne Naturkulisse schätzen, schlagen zu Fußen des Stauffenbergs in Bonstetten und Adelsried oder auch in Welden neue Wurzeln. Der ländlich ruhige Holzwinkel hat sich zu einem kultivierten, gut erschlossenen und somit attraktiven Standort gemausert.

### Aktuelle Identitätspflege
Die Bezeichnung „Holzwinkel“ für den Landstrich ist schon seit Jahrhunderten in Gebrauch. Sie findet sich beispielsweise in den „Lebenserinnerungen eines Optimisten“ Ludwig Ganghofers. Wertschätzung der Vergangenheit, Heimatpflege und Liebe zur Tradition sind im Holzwinkel stark verwurzelt. Zahlreiche Heimatvereine widmen sich seit langem dieser Aufgabe. In jüngerer Zeit hat neben einer Wiederbelebung des Wallfahrens auch das interkommunale Projekt „Kult(o)ur-Sommer im Holzwinkel“ zur Förderung der Holzwinkel-Identität beigetragen. Im Rahmen dieses Projektes entstanden so 2010 der Holzwinkel-Radweg, 2013 der Holzwinkel-Skulpturenpfad und 2014 der Holzwinkel-Hörpfad.

## Holzwinkel als Markenzeichen
Im Jahr 2011 hatten die in der Verwaltungsgemeinschaft Welden organisierten Gemeinden Bonstetten, Emersacker, Heretsried und der Markt Welden sowie die Einheitsgemeinde Adelsried beschlossen, die Region Holzwinkel unter der gemeinsamen Bild/Wort-Marke „Schwäbischer Holzwinkel“ zu einen. Man wollte so die touristische Seite des gesamten Holzwinkels bündeln und die Direktvermarktung von Produkten aus der Region fördern. Nach dem Schulterschluss mit der Nachbargemeinde Altenmünster 2013 arbeitete man gemeinsam an einem „Integrierten ländlichen Entwicklungskonzept“ (ILEK), um die beiden Regionen im Verbund voranzubringen. Aus der alten Marke „Schwäbischer Holzwinkel“ wurde 2013 die neue Marke „Holzwinkel Augsburger Land“ weiterentwickelt und beim Europäischen Patentamt als geschützte Wort-Bildmarke registriert. Von der Günzburger Unternehmensberatung Prof. Kellner stammt das Motto für den Holzwinkel: „Freiraum zum Leben“.